# Iranka
Iranka (Irania gutturalis) – gatunek małego ptaka z rodziny muchołówkowatych (Muscicapidae), jedyny z rodzaju Irania. Zamieszkuje zachodnią i środkową Azję. Nie wyróżnia się podgatunków. Nie jest zagrożony wyginięciem.

## Zasięg występowania i środowisko
Występuje na obszarach od Azji Mniejszej, południowego Kaukazu i Lewantu na wschód do Iranu oraz od południowego Kazachstanu i Tadżykistanu po zachodni i północny Afganistan; być może także w środkowym Uzbekistanie. Wędrowny, przeloty w sierpniu–wrześniu i kwietniu–maju. Zimuje w północno-wschodniej i wschodniej Afryce. Sporadycznie zalatuje do Europy, przeważnie w maju. Gniazduje na zboczach górskich i w wąwozach, porośniętych jałowcem i innymi krzewami oraz pojedynczymi drzewami.

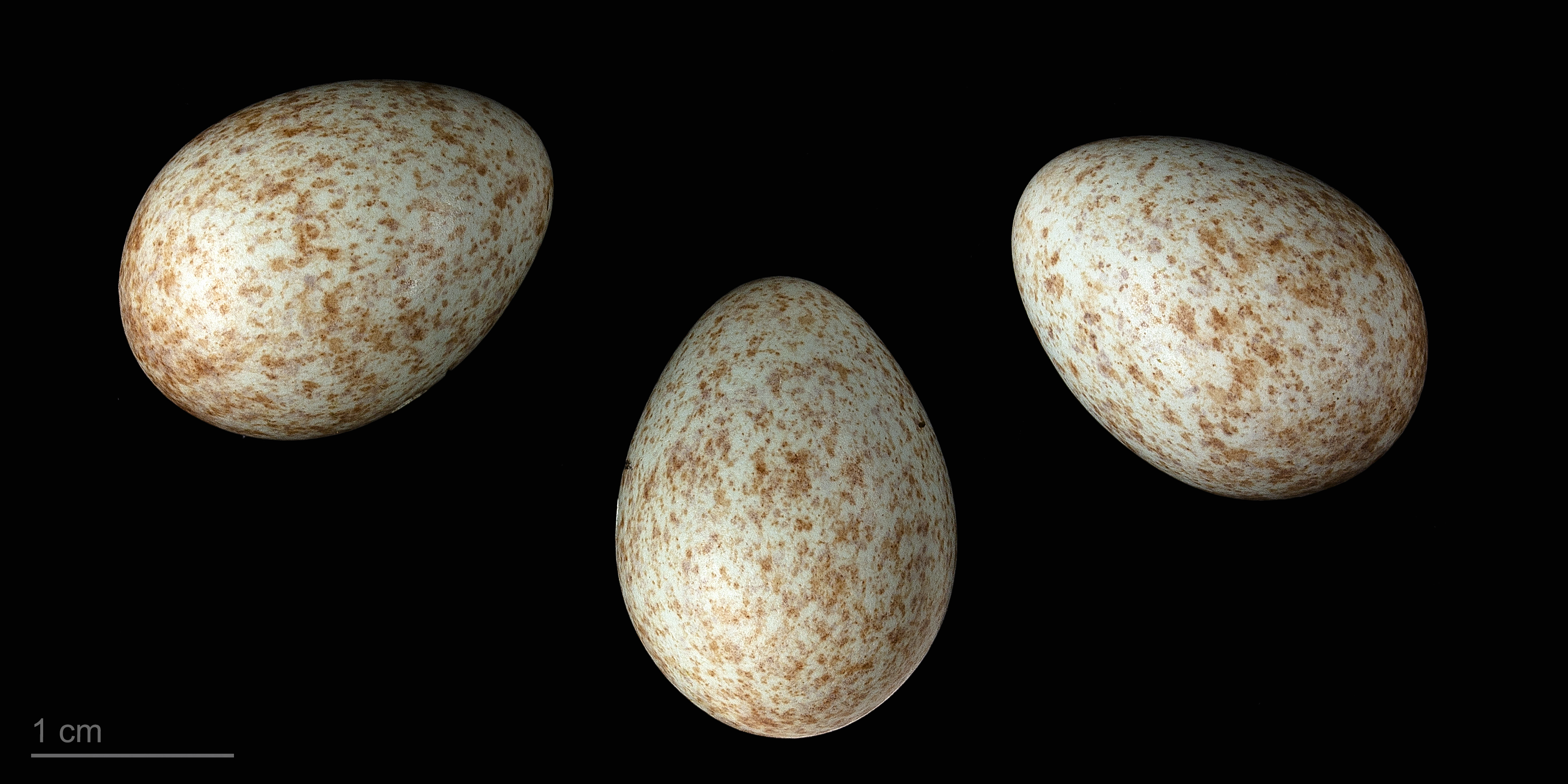
Jaja Irania gutturalis

## Morfologia
| długość ciała | masa ciała |
| ------------- | ---------- |
| 15–17 cm      | 18–30 g    |

Samiec ma pomarańczowy brzuch i siny tułów z długim czarnym ogonem oraz widoczne białe brwi, biało-czarne gardło i białe podbrzusze. Końce skrzydeł oraz lotki 3. rzędu są sinobrązowe. Samica jest skromniej ubarwiona od samca: ciemię, czoło i pokrywy uszne są jasnobrązowe, a tułów całkiem szary. Skrzydła są nieco ciemniejsze, a bok ciała i część podbrzusza bladopomarańczowe.
GłosOdzywa się donośnym „csi-czyt”, a śpiewa w locie ślizgowym ze sztywno rozpostartymi skrzydłami i ogonem albo z widocznego miejsca. Śpiew jest zróżnicowany, niekiedy może być bardziej ciągły: zgrzytliwe dźwięki na przemian z fletowymi gwizdami mogą przypominać śpiew pokrzewki czarnogardłej i częściowo kopciuszka.

## Status
IUCN uznaje irankę za gatunek najmniejszej troski (LC, Least Concern) nieprzerwanie od 1988 (stan w 2020). Liczebność populacji wstępnie szacuje się na 1,8–4,1 miliona dorosłych osobników. Trend liczebności populacji uznawany jest za stabilny.